# Berenicea prominens
Berenicea prominens is een mosdiertjessoort uit de familie van de Bereniceidae. De wetenschappelijke naam van de soort is voor het eerst geldig gepubliceerd in 1821 door Lamouroux.